# Nelson Cossio
Nelson Orlando Cossio Riquelme (Santiago, Chile, 14 de junio de 1966) es un exfutbolista y entrenador de fútbol. Actualmente dirige a Audax Italiano de la Tercera División B de Chile.

## Trayectoria

### Como jugador
Se desempeñó como guardameta en varios clubes de su país, entre ellos Universidad de Chile y la Universidad Católica, dos de los llamados "Grandes" del fútbol chileno.
Se inició en las inferiores de Palestino, donde era el tercer arquero, por esa razón fue enviado en el año 1987 en calidad de préstamo a Soinca Bata de Melipilla, al descender esa temporada en el cuadro zapatero fue enviado a préstamo a Deportes Antofagasta, para luego volver en la temporada 89' nuevamente a Soinca Bata, desde donde luego volvería a Palestino.
Cossio pasó por varios equipos del fútbol chileno, rindiendo siempre a buen nivel. Llegó a Universidad de Chile en 1994, en donde se consagró como bicampeón del fútbol chileno en 1994 y 1995, jugando 8 partidos en total en ambos títulos. Luego pasó dos temporadas en Audax Italiano, en 1998 formó parte del plantel de Deportes Temuco y al año siguiente de Deportes Iquique, en donde con ambos equipos descendería.
Después de clasificar a Copa Libertadores con Deportes Concepción en el año 2000, firma para Unión Española en 2001, donde fue despedido. Tras el segundo semestre en Deportes Arica, es contratado en el año 2002 por la Universidad Católica donde en el Torneo Apertura disputó 3 encuentros ante su ex club, el cuadro penquista, Santiago Morning y Rangers. Posterior a aquello, Cossio decidió retirarse de forma anticipada del fútbol. Pero de igual manera queda como campeón junto al cuadro cruzado al haber estado presente en aquellos compromisos.

### Como entrenador
Ha estado a cargo de equipos como Naval de Talcahuano (2004), O'Higgins (2005), Coquimbo Unido, Deportes Copiapó, Naval, Unión San Felipe y San Luis de Quillota en la temporada 2011.
En la temporada 2013-14 dirige a Deportes Melipilla de la Segunda División Profesional de Chile en donde alcanza la cuarta posición final.
El 24 de abril de 2014 se hace cargo de San Luis de Quillota., no logrando su objetivo que era lograr el ascenso de categoría y dejando el club tras ello.
El 16 de junio es nombrado por segunda vez técnico de Lota Schwager club que se zafó de un descenso por secretaría, días después el 19 de ese mes es víctima de un asalto donde le propinan un disparo en la rodilla afortunadamente sin riesgo vital.
El 19 de diciembre de 2014 es confirmado como técnico una vez más de Deportes Melipilla. Tras dos años con los 'potros' donde no logran buenas campañas, Nelson Cossio dejó la banda de Deportes Melipilla para reemplazar a Rubén Martínez en el recién ascendido Deportes Vallenar. Tras cinco fechas donde no logró ningún punto renuncia al club nortino.

## Selección nacional
También jugó por la selección chilena, debutando el 4 de enero de 1997 en un partido amistoso ante la selección de Armenia. Fue parte del equipo que participó en la Copa América 1997. Registra cuatro encuentros con el equipo nacional y participó del proceso eliminatorio que derivaría en la clasificación de Chile al Mundial de Francia 98'.

### Participaciones en Copa América
| Torneo            | Sede    | Resultado     |
| ----------------- | ------- | ------------- |
| Copa América 1997 | Bolivia | Primera ronda |

### Participaciones en eliminatorias a la Copa del Mundo
| Eliminatoria                 | Sede    | Resultado   | Posición | Partidos |
| ---------------------------- | ------- | ----------- | -------- | -------- |
| Clasificatorias Francia 1998 | Francia | Clasificado | 4.º      | 0        |

### Partidos internacionales
| Partidos internacionales | Partidos internacionales | Partidos internacionales                    | Partidos internacionales | Partidos internacionales | Partidos internacionales | Partidos internacionales | Partidos internacionales | Partidos internacionales | Partidos internacionales |
| N.º                      | Fecha                    | Estadio                                     | Local                    | Resultado                | Visitante                | Goles                    | Asistencias              | DT                       | Competición              |
| ------------------------ | ------------------------ | ------------------------------------------- | ------------------------ | ------------------------ | ------------------------ | ------------------------ | ------------------------ | ------------------------ | ------------------------ |
| 1                        | 4 de enero de 1997       | Estadio Sausalito, Viña del Mar, Chile      | Chile                    | 7-0                      | Armenia                  |                          |                          | Nelson Acosta            | Amistoso                 |
| 2                        | 11 de junio de 1997      | Estadio Félix Capriles, Cochabamba, Bolivia | Chile                    | 0-1                      | Paraguay                 |                          |                          | Nelson Acosta            | Copa América 1997        |
| 3                        | 14 de junio de 1997      | Estadio Félix Capriles, Cochabamba, Bolivia | Argentina                | 2-0                      | Chile                    |                          |                          | Nelson Acosta            | Copa América 1997        |
| 4                        | 17 de junio de 1997      | Estadio Félix Capriles, Cochabamba, Bolivia | Chile                    | 1-2                      | Ecuador                  |                          |                          | Nelson Acosta            | Copa América 1997        |
| Total                    | Total                    | Total                                       | Presencias               | 4                        | Goles                    | 0                        |                          |                          |                          |

| Selección chilena | Selección chilena | Selección chilena |
| Año               | Partidos          | Goles             |
| ----------------- | ----------------- | ----------------- |
| 1997              | 4                 | 0                 |
| Total             | 4                 | 0                 |

## Clubes

### Como jugador
| Club                            | País  | Año       |
| ------------------------------- | ----- | --------- |
| Palestino                       | Chile | 1983-1992 |
| → Soinca Bata (cedido)          | Chile | 1987      |
| → Deportes Antofagasta (cedido) | Chile | 1988      |
| → Soinca Bata (cedido)          | Chile | 1989-1990 |
| Everton de Viña del Mar         | Chile | 1993      |
| Universidad de Chile            | Chile | 1994-1995 |
| Audax Italiano                  | Chile | 1996-1997 |
| Deportes Temuco                 | Chile | 1998      |
| Deportes Iquique                | Chile | 1999      |
| Deportes Concepción             | Chile | 2000      |
| Unión Española                  | Chile | 2001      |
| Deportes Arica                  | Chile | 2001      |
| Universidad Católica            | Chile | 2002      |

### Como entrenador
| Club               | País  | Año       | PJ  | PG  | PE  | PP  | Efectividad |
| ------------------ | ----- | --------- | --- | --- | --- | --- | ----------- |
| Naval              | Chile | 2003-2004 | 82  | 36  | 18  | 28  | 51.21%      |
| O'Higgins          | Chile | 2005      | 35  | 15  | 11  | 9   | 53.33%      |
| Deportes Copiapó   | Chile | 2006-2008 | 94  | 31  | 30  | 33  | 43.61%      |
| Coquimbo Unido     | Chile | 2008      | 27  | 12  | 7   | 8   | 53.08%      |
| Deportes Copiapó   | Chile | 2009      | 32  | 6   | 8   | 18  | 27.08%      |
| Naval              | Chile | 2010      | 18  | 7   | 3   | 8   | 44.44%      |
| Deportes Copiapó   | Chile | 2010      | 2   | 1   | 0   | 1   | 50%         |
| Unión San Felipe   | Chile | 2011      | 26  | 7   | 6   | 13  | 34.61%      |
| San Luis           | Chile | 2011      | 15  | 7   | 3   | 5   | 53.33%      |
| Unión San Felipe   | Chile | 2011-2012 | 14  | 1   | 7   | 6   | 23.8%       |
| Lota Schwager      | Chile | 2012-2013 | 36  | 9   | 7   | 20  | 31.48%      |
| Deportes Melipilla | Chile | 2013-2014 | 22  | 9   | 8   | 5   | 53.03%      |
| San Luis           | Chile | 2014      | 8   | 3   | 1   | 4   | 41.66%      |
| Lota Schwager      | Chile | 2014      | 11  | 4   | 4   | 3   | 48.48%      |
| Deportes Melipilla | Chile | 2014-2016 | 37  | 16  | 10  | 11  | 52.25%      |
| Deportes Vallenar  | Chile | 2016      | 5   | 0   | 0   | 5   | 0%          |
| Provincial Osorno  | Chile | 2017      | 12  | 3   | 3   | 6   | 33.33%      |
| San Bernardo Unido | Chile | 2018      | 32  | 9   | 15  | 8   | 43.75%      |
| Aguará             | Chile | 2019      | 32  | 13  | 10  | 9   | 51.04%      |
| Adriana Cousiño    | Chile | 2023-Act. | 20  | 6   | 2   | 12  | 33.33%      |
| Total              | Total | Total     | 560 | 195 | 153 | 212 | 43.93%      |

## Palmarés

### Como jugador

#### Campeonatos nacionales
| Título           | Club                 | País  | Año    |
| ---------------- | -------------------- | ----- | ------ |
| Primera División | Universidad de Chile | Chile | 1994   |
| Primera División | Universidad de Chile | Chile | 1995   |
| Primera División | Universidad Católica | Chile | 2002-A |